# Loděnice (zámek, okres Opava)
Zámek Loděnice, také zámek Kocharowsky, se nachází v Loděnici, části obce Holasovice v okrese Opava.
Jedná se o barokní zámek, který vznikl přestavbou původního zámku, pocházejícího z konce 16. století. Zámek nechal postavit Martin Kynar ze Serfenštejnu. Na počátku 18. století přešel do majetku Jana Julia Frobela. Rodina Frobelových nechala zámek přestavět do barokního slohu. Po změně několika majitelů zámek získali v roce 1807 Sedlničtí z Choltic, ti u zámku založili zámecký park. Posledním členem rodu Sedlnických z Choltic, který zámek vlastnil byl Viktor, hrabě Widmann Sedlnický. Ten zámek prodal Opavské rafinerii cukru, ta zámek vlastnila až do roku 1945, kdy byl zámek zkonfiskován. Po roce 1948 zámek sloužil jako kulturní středisko. Po roce 1989 zámek získala firma Vakstav a zámek zmodernizovala. V roce 2007 objekt změnil majitele a je soukromým majetkem.